# Проса, Альберт
Альберт Проса (эст. Albert Prosa; 1 октября 1990, Тарту, Эстонская ССР, СССР) — эстонский футболист, нападающий мальтийского клуба «Валлетта» и сборной Эстонии. Один из лучших бомбардиров в истории чемпионата Эстонии.

## Карьера

### Клубная карьера
Воспитанник футбольного клуба «Таммека», в котором и начал профессиональную карьеру. 15 марта 2008 года дебютировал в чемпионате Эстонии, выйдя на замену на 73-й минуте в матче против «ТФМК». В 2012 году подписал контракт с «Флорой», с которой стал чемпионом Эстонии. В 2016 году перешёл в клуб чемпионата Финляндии «РоПС». Зимой 2017 года вернулся в Эстонию, где подписал контракт с «ФКИ Таллинн». В составе клуба выиграл Кубок и Суперкубок страны, а также стал лучшим бомбардиром чемпионата.
В декабре 2017 года подписал контракт с мальтийским клубом «Валлетта».

### Карьера в сборной
Играл за сборные Эстонии различных возрастов. За основную сборную дебютировал 20 июня 2011 года в товарищеском матче против сборной Чили, выйдя на замену на 64-й минуте матча.

### Тренерская
В сентябре 2024 года получил тренерскую лицензию УЕФА Б.

## Достижения

### Командные
«Флора»
- Победитель Чемпионата Эстонии (1): 2015
- Обладатель Кубка Эстонии (2): 2013, 2016
- Обладатель Суперкубка Эстонии (2): 2014, 2016

ФКИ «Таллинн»
- Обладатель Кубка Эстонии (1): 2017
- Обладатель Суперкубка Эстонии (1): 2017

### Личные
- Лучший бомбардир Чемпионата Эстонии: 2017 (совместно с Рауно Саппиненом — по 27 голов)[7]